# Rahim Aliabadi
Rahim Aliabadi (anhörenⓘ persisch رحیم علی‌آبادی, DMG Raḥīm ʿAlī-Ābādī; * 22. März 1943 in Ardabil) ist ein iranischer Ringer in der Stilart Griechisch-römisch. Er war Teilnehmer an den Olympischen Sommerspielen 1972 in München.
Aliabadi gewann in München im Papiergewicht (48 kg) die Silbermedaille.
Weitere große internationale Erfolge Aliabadis sind eine Silbermedaille, die er in dieser Gewichtsklasse bei den Ringer-Weltmeisterschaften 1969 in Mar del Plata errang, und der Bronzemedaillengewinn im Federgewicht (52 kg) bei den Ringer-Weltmeisterschaften 1973 in Teheran.
Rahim Aliabadi schloss seine Karriere mit dem Gewinn der Goldmedaille im Papiergewicht bei den Asienspielen 1974 in Teheran ab.